# Элефенор
Элефенор (др.-греч. Ἐλεφήνωρ) — персонаж древнегреческой мифологии.
Согласно античным мифам был сыном царя эвбейского племени абантов Халкодонта, от которого унаследовал власть над островом, и Именареты либо Меланиппы.
Согласно Гомеру царствовал над племенами абантов, населявшими Эретрию, Халкиду, Гестиею, Коринф, Диум, Стир и Карист. Он приютил детей Тесея, когда афиняне изгнали своего царя из города.
Плутарх упоминает Элефенора в контексте вооружённого конфликта между ахейцами и Пемандром, который отказался участвовать в Троянской войне. Элефенор провёл обряд очищения Пемандра за случайное убийство сына, за что получил священный надел около беотийской Танагры.
Жених Елены. Нечаянно убил своего деда Абанта и был изгнан на великий год, призывал сограждан участвовать в Троянской войне, стоя на скале в море.
Впервые упомянут в «Илиаде» Гомера в качестве героя, который привёл под стены Трои 40 кораблей (по версии Псевдо-Гигина кораблей было 10).
Убит Агенором. Умер в Трое после её взятия. Его спутников при возвращении занесло в Ионийский залив, и они основали город Аполлонию в Эпире. По другому рассказу, спасался от некоего «вредителя в форме змея» и поселился в Эпире.
Действующее лицо трагедии Ликофрона «Элефенор».